# Donald Sims
Donald Erick Sims (Gaffney, Carolina del Sur, Estados Unidos, 25  de abril de 1987) es un jugador de baloncesto profesional estadounidense que actualmente se desempeña como base en Soles de Mexicali de la Liga Nacional de Baloncesto Profesional de México.

## Inicios
Sims asistió a Gaffney High School, donde llevaría al equipo de baloncesto del instituto a conseguir tres títulos estatales AAAA consecutivos (la primera escuela para conseguir esta hazaña), amasando un récord de 81-3 en sus tres temporadas allí.

## Carrera Universitaria
Después de prepararse un año en la Fork Union Military Academy de Fork Union, Virginia,  escogió jugar baloncesto universitario para los Appalachian State Mountaineers, el equipo deportivo de la Universidad Estatal de Apalaches, situada en Boone, Carolina del Norte, pasando toda su carrera universitaria en dicha institución.
En los Mountaineers, Sims se convirtió en un jugador sobresaliente. En su temporada junior promedió 20,4 puntos por partido y fue nombrado el "Malcom U. Pitt (jugador del año de la Conferencia Del Sur)" por los medios de comunicación de la liga.  Como senior, Sims promedió 21 puntos por juego y pasó los 2,000 puntos en su carrera. Se graduó como el máximo anotador de la historia de los Mountaineers con 2,185 puntos.

### Universidades
| Club                           | País           | Clase     | Año         |
| ------------------------------ | -------------- | --------- | ----------- |
| Appalachian State Mountaineers | Estados Unidos | Freshman  | 2007 - 2008 |
| Appalachian State Mountaineers | Estados Unidos | Sophomore | 2008 - 2009 |
| Appalachian State Mountaineers | Estados Unidos | Junior    | 2009 - 2010 |
| Appalachian State Mountaineers | Estados Unidos | Senior    | 2010 - 2011 |

## Carrera profesional
Después de su graduación, Sims no fue seleccionado en el Draft de la NBA del año 2011.  Después de un inicio con los Reno Bighorns de la Liga de Desarrollo de la NBA,  firmó con los Gaiteros del Zulia de Venezuela para el resto de la temporada.  Para la temporada 2012–13,  firmó con BK Ventspils de la Liga de Baloncesto de Letonia, donde promedió 10 puntos por juego.
En la temporada 2013-14 firmó para BC Dnipro-Azot equipo ucraniano con sede en la ciudad de Kamianské, que compitió dicha temporada en la Superliga de Baloncesto de Ucrania, la primera división del baloncesto ucraniano. En la misma temporada rescindió su contrato con el conjunto ucraniano y posteriormente firmó con Marinos de Anzoátegui, equipo de venezolano de Puerto La Cruz, Anzoátegui que integra la Liga Profesional de Baloncesto de Venezuela.
Para la temporada 2014–15 Sims firmó con Basic-Fit Brussels Apta, club de la ciudad de Bruselas, que participa en la Ligue Ethias, máxima categoría del baloncesto belga, donde permaneció por dos temporadas.
El 25 de agosto de 2016 se sumó al Club de Regatas Corrientes para participar de la decimotercer temporada consecutiva del equipo en la Liga Nacional de Básquet, máxima categoría del baloncesto argentino. El 27 de junio del 2017 la Comisión Directiva de Regatas le dio una licencia especial a Sims para que pueda viajar y contraiga matrimonio; situación ya planteada por el base en la firma de su contrato. Regresó al equipo para disputar el tercer partido de las finales de la Liga Nacional de Básquet 2016-17 contra San Lorenzo, finales que terminaron perdiendo. Jugó 71 partidos con la camiseta de Regatas, promediando 18,6 y 3,4 asistencias como números más destacados.
El 17 de julio del año 2017 firmó su contrato con Atenas para disputar la Liga Nacional de Básquet 2017-18. Al término de esa temporada fue reconocido por la prensa especializada como el Mejor Extranjero de la Liga Nacional de Básquet. 
En agosto del año 2018 firma contrato con San Lorenzo. Con dicho club se consagra campeón a la Liga Nacional de Básquet 2018-19 y de la Liga de las Américas 2019. Promedió 12,5 puntos en 25,3 minutos.
En 2020 jugó en Aguacateros de Michoacán  de la Liga Nacional de Baloncesto Profesional de México donde consigue el subcampeonato de la temporada 2020.
En marzo de 2021 se incorporó al club Club Biguá de Montevideo, disputando la Liga Uruguaya de Básquetbol. Con Biguá salió campeón de la liga 2021 y 2022, llegando a ser subcampeón de la Liga de Campeones de Baloncesto de las Américas 2021-22.
En 2022 regresa a la Liga Nacional de Baloncesto Profesional de México donde ficha para Dorados de Chihuahua.
En 2023 ficha para Guaiqueríes de Margarita de la Superliga Profesional de Baloncesto de Venezuela donde consigue el subcampeonato en la temporada 2024.
A mediados de 2023 ficha para el Aguada de la Liga Uruguaya de Básquetbol  donde consigue ser campeón en la temporada 2023-24 y subcampeón en la 2024-25.

### Clubes
| Club                     | País           | Año             |
| ------------------------ | -------------- | --------------- |
| Reno Bighorns            | Estados Unidos | 2011 - 2012     |
| Gaiteros del Zulia       | Venezuela      | 2012            |
| BK Ventspils             | Letonia        | 2012 - 2013     |
| BC Dnipro-Azot           | Ucrania        | 2013 - 2014     |
| Marinos de Anzoátegui    | Venezuela      | 2014            |
| Basic-Fit Brussels Apta  | Bélgica        | 2014 - 2016     |
| Regatas Corrientes       | Argentina      | 2016 - 2017     |
| Atenas                   | Argentina      | 2017 - 2018     |
| San Lorenzo              | Argentina      | 2018 - 2019     |
| Aguacateros de Michoacán | México         | 2019 - 2020     |
| Biguá                    | Uruguay        | 2021 - 2022     |
| Dorados de Chihuahua     | México         | 2022            |
| Biguá                    | Uruguay        | 2022 - 2023     |
| Guaiqueríes de Margarita | Venezuela      | 2023            |
| Aguada                   | Uruguay        | 2023 - 2024     |
| Guaiqueríes de Margarita | Venezuela      | 2024            |
| Aguada                   | Uruguay        | 2024 - 2025     |
| Soles de Mexicali        | México         | 2025 - Presente |

- Actualizado al 5 de junio de 2025

## Palmarés

### Campeonatos nacionales
| Título                  | Club                   | País      | Año         |
| ----------------------- | ---------------------- | --------- | ----------- |
| Subcampeón del LBL 2013 | BK Ventspils           | Letonia   | 2012 - 2013 |
| Campeón de la LPB 2014  | Marinos de Anzoátegui  | Venezuela | 2013 - 2014 |
| Campeón LNB 2019        | San Lorenzo de Almagro | Argentina | 2018 - 2019 |
| Subcampeón LNBP 2020    | Aguacateros            | México    | 2020        |
| Campeón LUB 2021        | Biguá                  | Uruguay   | 2021        |
| Campeón LUB 2022        | Biguá                  | Uruguay   | 2021 - 2022 |
| Campeón LUB 2024        | Aguada                 | Uruguay   | 2023 - 2024 |
| Subcampeón LUB 2025     | Aguada                 | Uruguay   | 2024 - 2025 |

- Actualizado hasta el 2 de junio de 2025.

### Campeonatos internacionales
| Título               | Club                   | País      | Año         |
| -------------------- | ---------------------- | --------- | ----------- |
| Campeón BBL 2013     | BK Ventspils           | Letonia   | 2012 - 2013 |
| Campeón LDA 2019     | San Lorenzo de Almagro | Argentina | 2019        |
| Subcampeón BCLA 2022 | Biguá                  | Uruguay   | 2021 - 2022 |

- Actualizado hasta el 9 de abril de 2022.